# Tambung
Tambung is een bestuurslaag in het regentschap Pamekasan van de provincie Oost-Java, Indonesië. Tambung telt 2310 inwoners (volkstelling 2010).